# Palača Malija
Tako imenovana palača Malija (grško Μάλια, tudi Mallia) je kompleks palač iz minojskega obdobja na Kreti na severni obali, približno 30 kilometrov vzhodno od Irakliona. Poleg Knososa, Fajstosa in Kato Zakrosa je to največji kompleks palač na Kreti. Staro ime palače ni znano. Je približno tri kilometre vzhodno od današnjega mesta Malija blizu morja v obalni nižini. Območje palače ima premer približno 600 metrov. Celotna velikost mesta je ocenjena na okoli 80 hektarjev. V bližini ni potoka. Tako kot Knosos je imela tudi Malija dve pristanišči. Iz zahodnega pristanišča je še vedno viden dostopni kanal, vklesan v skalo.

## Arheološko najdišče
Z arheološkim sondiranjem in analizo datiranja najdišče razkriva jedro, ki sega v zgodnje minojsko obdobje III do srednjeminojsko obdobje IA (sredina 3. tisočletja pr. n. št./2300–1900 pr. n. št.). Ta predpalačna faza je očitna vzdolž zahodne fasade (I. četrt) in na severu osrednjega dvorišča (IX. četrt). Gradnja začetne zgradbe palače se je zgodila med srednjeminojskim obdobjem IB do srednjeminojskega II obdobja (1900–1700 pr. n. št.), podobno kot sodobna mesta palač.
Med obdobjem nove palače, ki je sledilo, sta se pojavili dve glavni fazi, ki zajemata srednjeminojsko III in pozno minojsko IA (1700–1450 pr. n. št.). Prva palača, zgrajena okoli leta 1900 pred našim štetjem, je verjetno padla v potresu okoli leta 1700 pred našim štetjem. V tem obdobju se je razvilo urbano središče z naselji, palačo, vilami, delavnicami in pokopališči. Medtem ko je od tega odra znotraj palače ostalo le malo vidnega, okoliški kompleksi, kot so "Hipostilna kripta", "Agora" in "Quartier Mu", kažejo na politično središče tistega časa.
Nova palača, zgrajena okoli leta 1650 pr. n. št., je bila kasneje okoli leta 1450 pr. n. št. uničena, podobno kot Fajstos in Zakros, verjetno zaradi izbruha There, poznejših potresov ali mikenskih invazij. Palača je bila obkrožena z minojskim mestom, ki so ga nedavno odkrili s tekočimi izkopavanji. Velike polprosojne strehe ščitijo pomembna območja izkopavanj in omogočajo dostop turistom na nekaterih odsekih, medtem ko pešpoti omogočajo prehod nad drugimi. Identificirane strukture vključujejo kovinske in keramične delavnice, sejne sobe in veliko stanovanjsko stanovanje z lastno kopalnico, ki spominja na zasnove v Fajstosu, vse pa je strateško postavljeno tako, da maksimira slikovit razgled.

## Opis
Tako imenovana palača je bila verjetno del utrdbe, kar je edinstveno v primerjavi s sicer neutrjenimi naselbinami na Kreti. Palača Malija pokriva tlorisno površino 7500 kvadratnih metrov in je poravnana vzdolž osi sever-jug, skladno z drugimi minojskimi palačami. Kar zadeva arhitekturno zasnovo in opremo, je sorazmerno manjša in manj dovršena od palač, kot sta Knosos in Fajstos, ni figurativnih stenskih poslikav ali fresk. Na večinoma do kolen prevladujejo oranžno-oker-rjavi toni.
Palača je tako kot drugi kompleksi minojskih palač zgrajena okoli velikega osrednjega dvorišča, ki meri 48 × 23 metrov, do katerega poleg procesijske poti na zahodu mimo osmih velikanskih žitnih silosov peljejo vijugasti, sorazmerno ozki hodniki iz 4 smeri. Na južni strani sta dva sklopa vzpenjajočih se stopnic, poleg mreže majhnih komor. Sredi dvorišča je oltar za žgalne daritve: štirje opečni stebri obkrožajo jamo, v kateri so našli pepel, kar priča o živalskih žgalnih daritvah. Stebri so morda nekoč držali rešetke, na katere so polagali žgalno daritev. Na zahodni strani je vrsta manjših prostorov ter dvoje monumentalnih stopnišč, ki dokazujejo, da je imel kompleks palače vsaj dve nadstropji. Tu so bile tudi obsežne shrambe in svetišča.
Zahodna fasada ima v Maliji poseben pomen. Vsebuje natančno izklesane kockaste bloke iz peščenjaka, ki so centralno postavljeni na podnožje, ki poteka po celotni širini, z apnenčastimi bloki na robovih. Ti elementi poosebljajo značilne lastnosti minojskih fasad, za katere je značilno zaporedje štrlečih in vdolbenih sten. Pred zahodno fasado je veliko dvorišče, znano kot Zahodno dvorišče, ki meri 100 metrov v dolžino in 20 metrov v širino. Olivier Pelon ga identificira kot prehodno območje med stanovanjskimi in upravnimi območji, ki premosti posvetno in versko sfero. Prvotno je bilo celotno zahodno dvorišče zgrajeno s kaldrmo, ki vsebuje 1,05 metra široke apnenčaste plošče. Ti 'dvignjeni sprehodi' so verjetno služili kot obredne poti, ki so vodile do ključnih točk znotraj strukture.
Zahodno dvorišče na severu in jugu obdajajo omembe vredni kompleksi: na severu je »hipostilna kripta«, o kateri se veliko razpravlja. Ta prostor, pod zemljo povezan z več skladiščnimi prostori, je verjetno služil kot zbirališče svetov v obdobju zgodnjih palač. Na jugu so bile delno odkrite velike skladiščne komore, ki niso arhitekturno neposredno povezane s palačo, vendar so bile očitno povezane v protopalacijskem obdobju. Mnoge od teh sob še vedno vsebujejo številne pitose ali velike posode za shranjevanje.
Na jugozahodni strani je nenavadno obdelan kamen s premerom približno 90 cm, Kernos, podoben mlinskemu kamnu, z luknjo v sredini in 34 čašastimi vdolbinami, razporejenimi v obroču, in vdolbino, ki štrli ob strani. Domneva se, da je bil žrtveni kamen. Na vzhodni strani osrednjega dvorišča so shrambe z do 2 m visokimi lončenimi pitosi. Verjetno so jih uporabljali za shranjevanje oljčnega olja in drugih tekočin. Tla teh prostorov je zapleten drenažni sistem za odvajanje razlite tekočine.

## Uničenja
Palača, ki izvira iz srednje bronaste dobe, je bila uničena zaradi potresa v pozni bronasti dobi, kar je bila usoda Knososa in drugih sočasnih krajev. Kasneje je bila palača rekonstruirana v zadnjem delu pozne bronaste dobe, pri čemer je večina vidnih ruševin iz tega obdobja. Sledi ognja na stenah palače kažejo na sovražnikovo osvajanje. Po tem uničenju je bila Malija uporabljena le kratek čas.

## Nekropola
500 m severno od kompleksa palač proti obali je minojska nekropola Krisolakos (grško za 'rudnik zlata') iz starejšega obdobja palač. Struktura meri približno 30 m × 38 m. Obstajajo kraljeve grobnice iz 19. in 18. stoletja pr. n. št., ki niso imele vrat in so bile zaprte le od zgoraj s kamnito ploščo. Čeprav so bile grobnice že izropane, ko so jih odkrili, so bile v grobiščih odkrite bogate najdbe, vključno z zlatim obeskom Čebele iz Malije, ki so razstavljene v Arheološkem muzeju v Iraklionu. Druge najdbe so prikazane v Agios Nikolaosu.

## Zgodba o odkritju
Kompleks palače Malija je leta 1915 odkril Iosif Chatzidakis, grški arheolog. Kasnejša izkopavanja so se začela leta 1922 pod okriljem francoske šole v Atenah v sodelovanju z grškimi učenjaki. Jean Charbonneaux je nadziral izkopavanje osrednjega dvorišča, ki se je začelo leta 1921. Po prvi svetovni vojni sta Fernand Chapouthier in Pierre Demargne nadaljevala z izkopavanji, pri čemer sta odkrila palačo in njeno sosednjo stanovanjsko sosesko. V 1950-ih so nadaljnja izkopavanja vodili Micheline in Henri van Effenterre, Andre Dessene, Olivier Pelon in Jean-Claude Poursat, ki so raziskovali različne dele najdišča. Pascal in Claude Darcque Bourrain sta leta 1981 izvedla dodatne preiskave in se osredotočila na severozahodni vogal palače. Sondiranje, ki ga je izvedel Olivier Pelon v letih 1981 in 1982, je zagotovilo nove vpoglede v predhodnike palače. Od leta 1988 sta Alexandre Farnoux in Jan Driessen nadaljevala z izkopavanji na mestu.
Za razliko od Arthurja Evansa so se Francozi vzdržali rekonstrukcij. Večino novejših izkopanin pokrivajo ogromne, prozorne strehe, podprte z jeklenimi nosilci, ki jih ščitijo pred dežjem.